# Macskás
Macskás (románul: Măcicășești) falu Romániában, Maros megyében.

## Története
Mezősályi község része. A trianoni békeszerződésig Maros-Torda vármegye Marosludasi járásához tartozott.

## Népessége
2002-ben 160 lakosa volt, ebből 150 román és 10 cigány nemzetiségű.

## Vallások
A falu lakói közül 128-an ortodox hitűek.